# Gouvernement Babiš I
Pour les articles homonymes, voir Gouvernement Babiš.
République tchèque
Sobotka Babiš II
Le gouvernement Babiš I (en tchèque : Vláda Andreje Babiše I) est le gouvernement de la République tchèque entre le 13 décembre 2017 et le 27 juin 2018, durant la 8e législature de la Chambre des députés.

## Majorité et historique
Dirigé par le nouveau président du gouvernement libéral et populiste Andrej Babiš, anciennement ministre des Finances, ce gouvernement est constitué par ANO 2011. Seul, il dispose de 78 députés sur 200, soit 39 % des sièges de la Chambre des députés.
Il est formé à la suite des élections législatives des 20 et 21 octobre 2017.
Il succède donc au gouvernement du social-démocrate Bohuslav Sobotka, constitué et soutenu par une coalition entre le Parti social-démocrate tchèque (ČSSD), ANO 2011 et l'Union chrétienne démocrate - Parti populaire tchécoslovaque (KDU-ČSL).

### Formation
Au cours du scrutin, ANO 2011 devient le premier parti du pays tandis que le ČSSD s'effondre et que la KDU-ČSL stagne. Bien que l'alliance au pouvoir bénéficie toujours de la majorité parlementaire, les sociaux-démocrates et les chrétiens-démocrates refusent d'apporter leur soutien aux libéraux populistes.
Le 31 octobre 2017, le président de la République Miloš Zeman confie à Andrej Babiš la mission de former le nouveau gouvernement tchèque. Ce dernier présente le 28 novembre une liste de ministres, acceptée sans réserve par le chef de l'État. Babiš est officiellement nommé président du gouvernement le 6 décembre et son équipe de 14 ministres, dont quatre femmes et sept indépendants, est assermentée une semaine plus tard.

### Succession
Le 16 janvier 2018, la Chambre des députés refuse la confiance au gouvernement Babiš, par 117 voix contre 78 et 5 abstentions. La démission du gouvernement est présentée le 17 janvier. Celui-ci est alors chargé des affaires courantes. Le 24 janvier, à deux jours du second tour de l'élection présidentielle tchèque de 2018, Babiš est de nouveau chargé par le président Zeman de former un gouvernement.
En mai 2018, quatre mois après la réélection de Miloš Zeman, il conclut un accord de coalition avec le Parti social-démocrate tchèque.
Le 6 juin 2018, Babiš est renommé président du gouvernement, et doit former un gouvernement dans les 15 jours. Il forme celui-ci le 27 juin.

## Composition
- Les nouveaux ministres sont indiqués en gras, ceux ayant changé d'attributions en italique.

| Poste                                                                   | Titulaire | Titulaire         | Parti           |
| ----------------------------------------------------------------------- | --------- | ----------------- | --------------- |
| Président du gouvernement                                               |           | Andrej Babiš      | ANO 2011        |
| Premier vice-président du gouvernement Ministre des Affaires étrangères |           | Martin Stropnický | ANO 2011        |
| Vice-président du gouvernement Ministre de l'Environnement              |           | Richard Brabec    | ANO 2011        |
| Ministre de la Défense                                                  |           | Karla Šlechtová   | ANO 2011        |
| Ministre des Finances                                                   |           | Alena Schillerová | Indépendante    |
| Ministre du Travail et des Affaires sociales                            |           | Jaroslava Němcová | ANO 2011        |
| Ministre de l'Intérieur                                                 |           | Lubomír Metnar    | Indépendant     |
| Ministre du Développement régional                                      |           | Klára Dostálová   | Indépendante    |
| Ministre de l'Industrie et du Commerce                                  |           | Tomáš Hüner       | Indépendant     |
| Ministre des Transports                                                 |           | Dan Ťok           | ANO 2011        |
| Ministre de l'Agriculture                                               |           | Jiří Milek        | Indépendant     |
| Ministre de l'Éducation, de la Jeunesse et des Sports                   |           | Robert Plaga      | ANO 2011        |
| Ministre de la Culture                                                  |           | Ilja Šmíd         | Indépendant     |
| Ministre de la Santé                                                    |           | Adam Vojtěch      | ODS/Indépendant |
| Ministre de la Justice                                                  |           | Robert Pelikán    | ANO 2011        |